# Lecco–Milánó-vasútvonal
A Lecco–Milánó-vasútvonal egy 50 km hosszúságú, normál nyomtávolságú vasútvonal Olaszországban, Lecco és Milánó között.
A vonal első szakasza Monza és Calolziocorte között 1873 december 27-én nyílt meg.
A vonal 3000 V egyenárammal villamosított, fenntartója az RFI.